# Kojatice (Třebíč)
Kojatice é uma comuna checa localizada na região de Vysočina, distrito de Třebíč.